# Araneus cochise
Araneus cochise är en spindelart som beskrevs av Levi 1973. Araneus cochise ingår i släktet Araneus och familjen hjulspindlar. Inga underarter finns listade i Catalogue of Life.